# Bromoform
Bromoform (CHBr3) là một dung môi hữu cơ brom hóa và là chất lỏng không màu ở nhiệt độ phòng, có chiết suất cao, tỷ trọng rất cao và mùi ngọt tương tự như mùi của chloroform. Nó là một trong bốn dạng trihalogenomethan, những dạng khác là fluoroform, chloroform và iodoform. Bromoform có thể được điều chế bằng phản ứng halogenoform sử dụng aceton và natri hypobromit, bằng cách điện phân kali bromide trong ethanol, hoặc bằng cách xử lý chloroform bằng nhôm bromide. Hiện tại công dụng chính của nó là làm thuốc thử trong phòng thí nghiệm.

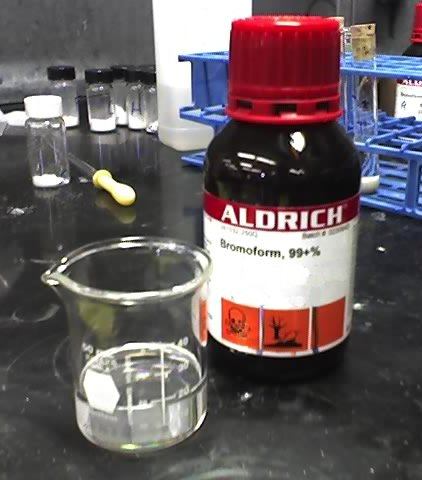
Một lọ bromoform với một ít trong cốc bên cạnh.

## Cấu trúc
Phân tử có cấu trúc tứ diện với đối xứng C3v.

## Sử dụng
Hiện chỉ có một lượng nhỏ bromoform được sản xuất công nghiệp ở Hoa Kỳ. Trong quá khứ, nó được sử dụng như một dung môi, thuốc an thần và chất chống cháy, nhưng bây giờ nó chủ yếu được sử dụng như một chất phản ứng trong phòng thí nghiệm, ví dụ như một dung môi chiết xuất.
Bromoform cũng có công dụng trong y tế, thuốc tiêm bromoform đôi khi được sử dụng thay cho adrenalin để điều trị các trường hợp hen suyễn nặng.
Khối lượng riêng lớn của bromoform làm cho nó hữu ích để tách các khoáng vật theo tỉ trọng. Khi trộn hai mẫu với bromoform và sau đó để lắng, lớp trên cùng sẽ chứa các khoáng chất ít đậm đặc hơn bromoform, và lớp dưới cùng sẽ chứa các khoáng chất đậm đặc hơn. Các khoáng chất ít đậm đặc hơn một chút có thể được tách theo cách tương tự bằng cách trộn bromoform với một lượng nhỏ dung môi ít đặc hơn và có thể trộn lẫn.
Bromoform được biết đến như một chất ức chế quá trình tạo methanogenesis và là một thành phần phổ biến của rong biển. Sau nghiên cứu của CSIRO và FutureFeed, một số công ty hiện đang trồng rong biển, đặc biệt là từ chi Măng tây, để sử dụng làm phụ gia thực phẩm cho vật nuôi nhằm giảm lượng khí thải methan từ động vật nhai lại.

## Vấn đề môi trường và độc tính
Bromoform được sản xuất tự nhiên bởi thực vật phù du và rong biển ở đại dương và được cho là nguồn gốc chủ yếu của nó trong môi trường. Tuy nhiên, một lượng đáng kể bromoform xâm nhập vào môi trường được hình thành dưới dạng phụ phẩm khử trùng là các trihalogenomethan khi chlor được thêm vào nước uống để tiêu diệt vi khuẩn. Nó hòa tan trong nước và dễ dàng bay hơi vào không khí. Bromoform là trihalogenomethan chính được tạo ra trong các bể bơi nước mặn bên bờ biển với nồng độ cao tới 1,2 ppm (phần triệu). Nồng độ trong các bể bơi nước ngọt thấp hơn 1000 lần. Giới hạn phơi nhiễm da nghề nghiệp được đặt ở mức 0,5 ppm.
Chất này có thể nguy hiểm cho môi trường và cần đặc biệt chú ý đến các sinh vật sống dưới nước. Tính dễ bay hơi và tính bền vững trong môi trường của nó làm cho việc giải phóng bromoform, ở dạng lỏng hoặc hơi, rất khó nhận thấy.
Bromoform có thể được hấp thụ vào cơ thể thông qua đường hô hấp và qua da. Chất này gây khó chịu cho đường hô hấp, mắt và da, có thể gây ảnh hưởng đến hệ thần kinh trung ương và gan, làm suy giảm các chức năng. Nó có thể hòa tan với khoảng 800 phần nước và có thể trộn lẫn với rượu, benzen, chloroform, ether, xăng ether, aceton và các loại dầu. LD50 của nó là 7,2 mmol/kg ở chuột, hoặc 1,8g/kg. Cơ quan Nghiên cứu Ung thư Quốc tế (IARC) kết luận rằng bromoform không thể phân loại được về khả năng gây ung thư ở người. EPA đã phân loại bromoform là chất có thể gây ung thư ở người.